# Анна Мария Шведска
Вижте пояснителната страница за други личности с името Анна Мария.
Анна Мария Шведска (на шведски: Anna Gustavsdotter Vasa; на немски: Anna Maria von Schweden; * 19 юни 1545, † 20 март 1610) е принцеса от Швеция от династията Васа и чрез женитба пфалцграфиня на Пфалц-Велденц и регентка (1592 – 1598).

## Живот
Дъщеря е на крал Густав I Васа от Швеция (1496 – 1560) и втората му съпруга Маргарета Ериксдотер Леуонхуфвуд (1516 – 1551).
Анна Мария се омъжва през 1563 г. за пфалцграф Георг Йохан I фон Пфалц-Велденц (1543 – 1592), син на пфалцграф Рупрехт фон Пфалц-Велденц от фамилията Вителсбахи. Нейният съпруг умира през 1592 г. с големи финансови задължения от 300 000 гулдена и Анна Мария трябва да се измести при роднини. Тя и Георг са погребани в църквата в Лютцелщайн.

## Деца
Анна Мария и Георг Йохан I имат децата:
- Георг Густав (1564 – 1634), пфалцграф на Велденц

∞ 1. 1586 принцеса Елизабет фон Вюртемберг (1548 – 1591)
∞ 2. 1601 пфалцграфиня Мария Елизабет фон Цвайбрюкен (1581 – 1637)
- Анна Маргарета (*/† 1565)
- Анна Маргарета (1571 – 1621)

∞ 1589 херцог Райхард фон Пфалц-Зимерн (1521 – 1598)
- Урсула (1572 – 1635)

∞ 1585 херцог Лудвиг фон Вюртемберг (1554 – 1593)
- Йохана Елизабет (1573 – 1601)
- Йохан Аугуст (1575 – 1611), пфалцграф на Лютцелщайн

∞ 1599 принцеса Анна Елизабет фон Пфалц (1549 – 1609)
- Лудвиг Филип (1577 – 1601), пфалцграф на Гутенберг
- Мария Анна (*/† 1579)
- Катарина Урсула (1582 – 1595)
- Георг Йохан II (1586 – 1654), пфалцграф на Гутенберг и Лютцелщай

∞ 1613 пфалцграфиня Сузана фон Зулцбах (1591 – 1661)